# Engelbert Jarek
Engelbert Erwin Jarek (Rokitnica, 7 giugno 1935 – 23 agosto 2017) è stato un calciatore e allenatore di calcio polacco.

## Biografia
Nato da una famiglia tedesca nei pressi di Hindenburg in Oberschlesien, che dopo la seconda guerra mondiale ed il passaggio della città dalla Germania alla Polonia, divenne Zabrze, spese la maggior parte della carriera agonistica nell'Odra Opole. Nel 1977 si trasferì in Germania. Anche il figlio Artur si dedicò al calcio giocando anche con il padre.
Pur essendosi trasferito in Germania, Jarek rimase molto legato al club di Opole, tanto da fornire materiale sportivo quando la società si trovò in difficoltà economiche negli anni '90. Jarek è deceduto nell'agosto 2017.

## Caratteristiche tecniche
Era dotato di un tiro molto potente ed era molto diligente in campo.

## Carriera

### Calciatore

#### Club
Formatosi nello Sparta Zabrze, lascia il club nel 1953 per giocare nel Polonia Nysa. Nel 1954 viene notato ed ingaggiato dagli osservatori del Budowlani Opole, che nel 1957 assumerà il nome di Odra Opole, società con cui giocherà sino al 1969.
Nella prima stagione con la squadra di Opole raggiunse la semifinale della Puchar Polski 1954-1955, perdendola contro il Lechia Danzica. Nella stagione 1960 ottenne con il suo club il quarto posto finale, a soli tre punti dal Ruch Chorzów. Nel 1962 ottiene il terzo posto nella Coppa di Polonia, battendo il KS Cracovia ed anche il terzo posto per differenza reti in campionato.
Nella stessa stagione giunse alla semifinale della Coppa Piano Karl Rappan 1963-1964, venendo eliminato con i suoi dai connazionali del Polonia Bytom. Nel 1966 retrocedette con il suo club, per venire immediatamente promosso l'anno seguente.
Jarek ha giocato in totale, tra tutte le competizioni, 578 partite con l'Odra, segnando 456 reti risultando così il migliore marcatore della storia del club. Viene considerato il più grande giocatore della storia dell'Odra Opole.

#### Nazionale
Jarek ha disputato tre incontri amichevoli con la nazionale polacca. Nel 1960 partecipa con la nazionale olimpica al torneo olimpico di calcio di Roma, ove non gioca alcun incontro e non supera con i suoi la fase a gironi.

### Allenatore
Dal 1968 al 1975, dopo un primo anno come allenatore-giocatore, ricoprì il ruolo di allenatore dell'Odra Opole, vincendo due edizioni della Coppa Piano Karl Rappan nel 1968 e 1969. Jarek ha allenato anche le giovanili del club di Opole.

## Statistiche

### Cronologia presenze e reti in Nazionale
| Cronologia completa delle presenze e delle reti in nazionale ― Polonia | Cronologia completa delle presenze e delle reti in nazionale ― Polonia | Cronologia completa delle presenze e delle reti in nazionale ― Polonia | Cronologia completa delle presenze e delle reti in nazionale ― Polonia | Cronologia completa delle presenze e delle reti in nazionale ― Polonia | Cronologia completa delle presenze e delle reti in nazionale ― Polonia | Cronologia completa delle presenze e delle reti in nazionale ― Polonia | Cronologia completa delle presenze e delle reti in nazionale ― Polonia |
| Data                                                                   | Città                                                                  | In casa                                                                | Risultato                                                              | Ospiti                                                                 | Competizione                                                           | Reti                                                                   | Note                                                                   |
| ---------------------------------------------------------------------- | ---------------------------------------------------------------------- | ---------------------------------------------------------------------- | ---------------------------------------------------------------------- | ---------------------------------------------------------------------- | ---------------------------------------------------------------------- | ---------------------------------------------------------------------- | ---------------------------------------------------------------------- |
| 26-6-1958                                                              | Rostock                                                                | Germania Est                                                           | 1 – 1                                                                  | Polonia                                                                | Amichevole                                                             | -                                                                      | 71’                                                                    |
| 21-5-1961                                                              | Varsavia                                                               | Polonia                                                                | 1 – 0                                                                  | Unione Sovietica                                                       | Amichevole                                                             | -                                                                      | 65’                                                                    |
| 15-4-1962                                                              | Casablanca                                                             | Marocco                                                                | 1 – 3                                                                  | Polonia                                                                | Amichevole                                                             | 1                                                                      | 55’                                                                    |
| Totale                                                                 |                                                                        | Presenze                                                               | 3                                                                      |                                                                        | Reti                                                                   | 1                                                                      |                                                                        |

## Palmarès

### Allenatore

#### Competizioni internazionali
- Coppa Piano Karl Rappan: 2

Odra Opole: 1968, 1969